# Orfeo Pianelli
Orfeo Luciano Pianelli (Borgoforte, 10 agosto 1920 – Villafranca, 24 aprile 2005) è stato un imprenditore e dirigente sportivo italiano, che ricoprì la carica di presidente del Torino.

## Biografia
Nativo di Vignale, frazione di Borgoforte (oggi Borgo Virgilio) nel Mantovano, si trasferì sedicenne a Torino, dove si mantenne agli studi con vari lavori manuali per poter conseguire il diploma di capomastro ed elettricista; nel 1943 si mise in proprio in un'officina del capoluogo sabaudo in cui produceva impianti elettrici industriali; nel 1944 si mise in società con un altro elettrotecnico, Domenico Traversa (morto nel 1959), per fondare l'impresa Pianelli & Traversa, specializzata in materiali elettromeccanici per l'industria, e nel 1961 ampliò l'attività con la costruzione di un moderno stabilimento a Rivoli in zona Cascine Vica.
Fu corridore automobilistico dilettante, partecipando a diverse gare di rilievo quali la Mille Miglia (15º posto di categoria), Rallye del Sestriere (con un 7º posto), e la Sassi-Superga.
Entrato a settembre 1962 nel consiglio d'amministrazione del Torino, il 12 febbraio 1963 ne assunse la presidenza, rilevandone per circa cento milioni di lire la maggioranza societaria.
Tra i suoi primissimi atti di mercato da proprietario del club granata figura l'ingaggio quale allenatore del triestino Nereo Rocco, fresco vincitore della Coppa dei Campioni alla guida del Milan.

Pianelli, presidente del Torino, festeggia lo scudetto del 1976

Nella stagione 1975-1976 il Torino, sotto la sua gestione, vinse il settimo scudetto della sua storia, a tutt'oggi rimasto l'unico del dopo-Superga. Gli anni a seguire videro il declino della squadra e la crisi della Pianelli&Traversa, sicché Pianelli fu costretto a diminuire l'impegno economico nel calcio. La tifoseria non gradì, contestandolo e costringendolo a cedere la presidenza della squadra a Sergio Rossi. In seguito subì un processo per bancarotta fraudolenta e venne arrestato: fu però scarcerato dopo poco, essendo decaduta l'accusa; al termine del giudizio venne ritenuto innocente, dal momento che la distrazione di capitali si era verificata per adempiere al pagamento del riscatto per il rapimento del nipote.
In precarie condizioni di salute, si trasferì in Francia, a Villefranche-sur-Mer, per essere curato agli occhi. Qui morì nel 2005, all'età di ottantaquattro anni. Lo scudetto con il Torino, e l'accordo con l'Unione Sovietica di Leonid Brežnev per l'installazione di tutti i sistemi di trasporto Pianelli&Traversa all'interno dello stabilimento di Togliatti, sono i risultati salienti di una vita dedicata al lavoro e alla sua passione per il club granata.
Il 30 gennaio 2018 la giunta comunale di Torino ha approvato l'intitolazione in suo onore di un giardino pubblico di Borgo Filadelfia.